# Mart Tiisaar
Mart Tiisaar (Rapla, 5 november 1991) is een Estisch volleyballer en beachvolleyballer.

## Carrière

### Zaal
Tiisaar speelde als diagonaalspeler van 2011 tot en met 2014 en van 2015 tot en met 2016 voor TalTech VK in Tallinn. Gedurende het seizoen 2014/15 was hij actief voor Leka Volley in Kuopio. Daarnaast kwam hij tussen 2012 en 2015 uit voor de nationale ploeg. 

### Beach
In 2016 begon Tiisaar zijn beachvolleybalcarrière aan de zijde van de Kusti Nõlvak. Dat jaar namen ze deel aan vijf toernooien in de FIVB World Tour maar waren ze vooral actief in verschillende nationale en regionale competities. Bij de wereldstudentenkampioenschappen in Pärnu eindigde het duo als negende. Het jaar daarop deden ze mee aan zes internationale toernooien met onder meer een derde plaats in Langkawi en een negende plaats in Qinzhou als resultaat. In 2018 kwamen Tiisaar en Nõlvak bij dertien toernooien in de mondiale competitie tot een tweede (Singapore) en drie negende plaatsen (Mersin, Haiyang en Tokio). Het jaar daarop namen ze deel aan de Europese kampioenschappen in Moskou; na drie nederlagen strandde het duo in de groepsfase. In de World Tour waren ze actief op elf toernooien met onder meer een tweede plaats in Jurmala en vijfde plaatsen in Sydney en Edmonton als resultaat.
Bij de daaropvolgende editie van de EK in Jurmala was de groepsfase na twee nederlagen opnieuw het eindstation. In 2021 behaalden ze bij vijf FIVB-toernooien twee vijfde plaatsen (Praag en Itapema). Bij de EK in Wenen verloren ze in de tussenronde van de Nederlanders Stefan Boermans en Yorick de Groot. Het seizoen daarop bereikten Tiisaar en Nõlvak bij de wereldkampioenschappen in Rome de kwartfinale, waar ze werden uitgeschakeld door het Braziliaanse duo Renato Lima en Vitor Felipe. In de Beach Pro Tour – de opvolger van de World Tour – speelden ze zeven wedstrijden en behaalden ze twee vierde plaatsen (Itapema en Jurmala).

## Palmares
Kampioenschappen
- 2022: 5e WK

FIVB World Tour
- 2017:  1* Langkawi
- 2018:  2* Singapore
- 2019:  3* Jurmala